# Michail Vasil'evič Frunze
Michail Vasil'evič Frunze (in russo Михаил Васильевич Фрунзе?, in rumeno Mihail Vasili Frunze, scritto anche Frunză, conosciuto anche come Арсений Трифоныч - Arsenij Trifonyč; Biškek, 2 febbraio 1885 – Mosca, 31 ottobre 1925) è stato un rivoluzionario e militare sovietico. Fu un leader bolscevico durante e subito dopo la Rivoluzione Russa del 1917.

## Biografia
Frunze nacque nel 1885 nella città che all'epoca era chiamata Pišpek, piccola città di presidio dell'Impero russo, nella parte kirghiza del Turkestan russo. Era figlio di un medico specialista romeno con moglie russa. Cominciò i suoi studi a Vernyj (oggi Almaty), e nel 1904 si iscrisse all'Università politecnica di San Pietroburgo.
Al Secondo Congresso del Partito Operaio Socialdemocratico Russo, tenuto a Londra nel 1903, ebbe luogo la scissione ideologica fra Lenin e Julij Martov, i due principali capi del partito, riguardo alle tattiche del partito (Martov suggeriva un grande partito di attivisti, mentre Lenin proponeva un piccolo gruppo di rivoluzionari professionisti, con un largo seguito di simpatizzanti). Frunze si allineò con la minoranza dissidente dei bolscevichi, contro i menscevichi di Martov.
Due anni dopo il Secondo Congresso, Frunze fu un importante esponente nella Rivoluzione del 1905, a capo dei lavoratori tessili in sciopero a Šuja e Ivanovo. Fu proprio a Ivanovo che, convincendo gli scioperanti a costituire un comitato permanente, diede vita al primo soviet di Russia. In seguito al disastroso epilogo del movimento, Frunze venne arrestato e condannato a morte, ma fu successivamente graziato e la sentenza convertita in ergastolo ai lavori forzati. Dopo dieci anni nelle prigioni siberiane, Frunze fuggì a Čita, dove diventò editore del settimanale bolscevico denominato Zabajkal'skoe Obozrenie (Забайкальское обозрение).
Nel corso della Rivoluzione di febbraio, Frunze fu a capo della milizia civile a Minsk, prima di essere eletto presidente del Soviet della Bielorussia. Si recò poi a Mosca, dove fu a capo delle Guardie Rosse in occasione dell'occupazione del Cremlino nell'ottobre del 1917.
Dopo la presa del potere con la Rivoluzione d'ottobre, nel 1918 Frunze divenne Commissario Militare per la provincia di Voznesensk. Nei primi tempi della guerra civile russa, venne nominato capo del Gruppo di Armate Meridionale. Dopo aver sconfitto l'ammiraglio Kolčak e l'Armata Bianca a Omsk, Lev Trockij (capo dell'Armata Rossa) gli diede il comando completo del fronte orientale. Frunze in tale veste si occupò di liberare il nativo Turkestan dagli insorti Basmachi e dalle truppe Bianche. Catturò Khiva in febbraio e Bukhara in settembre, instaurando la Repubblica Sovietica Popolare Corasmia al posto del Khanato di Khiva e dell'Emirato di Bukhara.
Nel novembre del 1920, Frunze riprese la Crimea, e riuscì a spingere il generale bianco Vrangel' e le sue truppe fuori dalla Russia. Fu artefice della sconfitta del movimento anarchico di Nestor Machno in Ucraina, e del movimento nazionalista di Symon Petliura. In un'altra azione militare riuscì anche a liberare la valle di Fergana, che era occupata dai controrivoluzionari.
Nel 1921 venne eletto nel Comitato Centrale del Partito Comunista dell'Unione Sovietica, e nel gennaio del 1925 divenne Presidente del Consiglio Militare Rivoluzionario. Forte sostenitore di Zinov'ev, Frunze per questo entrò in contrasto con Stalin, uno dei principali rivali di Zinov'ev. Una volta diventato Commissario del popolo alla guerra, Frunze fu l'artefice dell'introduzione del servizio di leva obbligatorio anche in tempo di pace.
Morì per avvelenamento da cloroformio nel corso di un'operazione allo stomaco il 31 ottobre 1925. Venne sepolto nella necropoli delle mura del Cremlino di Mosca. L'ultimo periodo della vita di Frunze fu alla base del racconto di Boris Pil'njak Storia della luna che non fu spenta.

## Curiosità
La città e capitale kirghisa Biškek, dal 1926 al 1991, durante l'era sovietica, fu rinominata a suo nome.